# Wikipedia Zero

Logo de Wikipedia Zero.

Wikipedia Zero est un projet de la Fondation Wikimédia développé entre 2013 et 2018, visant à fournir gratuitement un accès à Wikipédia par téléphone portable aux populations ne pouvant financer un accès à Internet, notamment dans les pays émergents,.
Le projet est lancé dans 61 pays avec 69 opérateurs et la Wikimedia Foundation estime que plus de 400 millions de personnes peuvent ainsi accéder à Wikipédia gratuitement. Wikimedia annonce la fin du programme Wikipedia Zero en 2018, en raison d'un déclin d'intérêt.

## Histoire

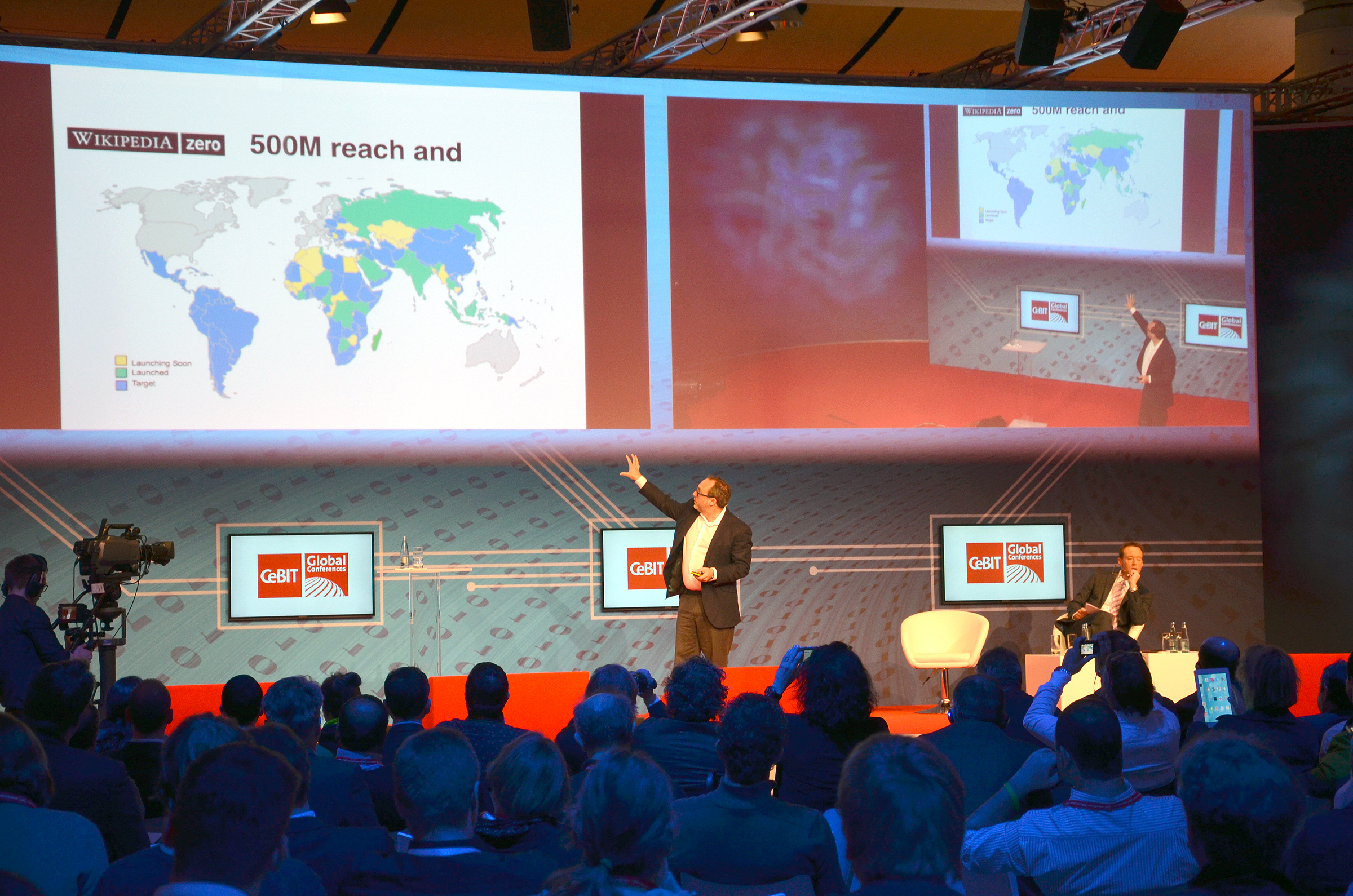
Présentation de Wikipedia Zero par J. Wales en 2014 au salon CeBIT.

Le programme, inspiré par Facebook Zero, démarre en 2012. En mars 2013, Wikipedia Zero remporte le prix SXSW Interactive Award au festival South by Southwest pour son action.
Son objectif est de réduire les obstacles pour le libre accès au savoir – un des plus gros obstacles étant le coût d'abonnement internet. Le projet est inauguré en Malaisie en mai 2012. En octobre suivant, Wikipedia Zero démarre en Thaïlande et en Arabie saoudite, respectivement en partenariat avec l'entreprise DTAC et avec la Saudi Telecom Company. En mai 2013, c'est le tour du Pakistan avec Mobilink. En juin suivant, il démarre au Sri Lanka avec Dialog Axiata. À partir de novembre 2014, Wikipedia Zero démarre au Maroc via Inwi suivi de Maroc Telecom. Le 14 décembre 2015, c'est le tour de l'Algérie avec l'opérateur Djezzy.
Le rapport d'activité 2014 de la Fondation Wikimédia indique que le projet doit faire face à des « défis majeurs », notamment du fait que le programme n'atteint visiblement pas sa cible. C'est ainsi qu'en Asie du Sud les connexions concernent à 90 % Wikipédia en anglais, démontrant que le programme n'atteint pas de manière significative les cibles visées. En 2016, des utilisateurs situés en Angola puis d'autres au Bangladesh recourent en masse à Wikipedia Zero pour échanger des fichiers protégés par le droit d'auteur, ce qui conduit les contributeurs de Wikipédia à mettre en place des procédés pour bloquer l'accès qui leur a été donné.
Wikimedia annonce la fin du programme Wikipedia Zero en 2018. Une baisse importante de l'intérêt pour ce programme possiblement liée à la démocratisation du Web mobile dans les pays du Sud était en effet constatée depuis 2016.

## Statistiques

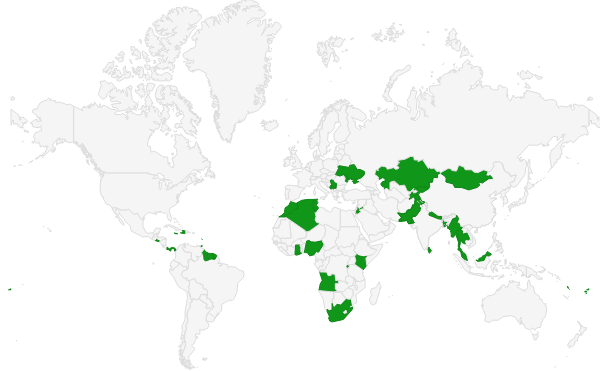
Pays participant en mai 2016.

Au 15 septembre 2015 (lissé sur 137 jours du 1er mai au 15 septembre 2015), la version linguistique de l'encyclopédie Wikipédia en anglais est, parmi les 286 versions linguistiques actives, celle ayant le plus de pages vues depuis le site Wikipédia Zero, avec 64 % des pages vues.
Tableau des encyclopédies Wikipédia ayant le plus de pages vues (≥ 1 % du total) sur le site Wikipédia Zéro le 15 septembre 2015 (moyenne journalière lissée sur 137 jours du 1er mai au 15 septembre 2015) :
| R | Langue          | %   | #         |
| - | --------------- | --- | --------- |
|   | Toutes éditions | 100 | 6 716 306 |
| 1 | Anglais         | 64  | 4 290 000 |
| 2 | Russe           | 13  | 890 860   |
| 3 | Portugais       | 5   | 357 370   |
| 4 | Français        | 3   | 220 670   |
| 5 | Espagnol        | 3   | 210 690   |
| 6 | Arabe           | 3   | 171 970   |
| 7 | Indonésien      | 2   | 127 220   |
| 8 | Thaï            | 2   | 124 740   |